# باكي أندرسون
ريبيكا «باكي» أندرسون (بالإنجليزية: Rebecca "Becky" Anderson)‏؛ (15 نوفمبر 1967 -) هي مذيعة بريطانية في سي إن إن تقدّم البرنامج الإخباري كونيكت ذي ورلد.

## النشأة والمسيرة
ولدت ريبيكا أندرسون في مانسشستر في أنجلترا في 15 نوفمبر 1967 وحازت على إجازة في الاقتصاد والفرنسية من جامعة ساسكس وماجستير في الإعلام الجماهيري من جامعة ولاية أريزونا. بدأت مسيرتها صحفية في أريزونا في أوائل التسعينات. التحقت بسي إن إن في 1999 لتقدّم برنامج ورلد بزنس ذيس مورنينغ. ثم قدّمت برنامج بزنس إنترناشيونال. تخصصت أندرسون في تقديم البرامج الإخبارية الاقتصادية لكنها في الفترة الأخيرة نوّعت برامجها لتشمل جميع الأخبار فقد غطّت احتجاجات الضواحي الفرنسية في 2006. تقدّم البرنامج الإخباري كونيكيت ذي ورلد منذ أبريل 2009 انطلاقا من مكتب سي إن إن في لندن. تتكلم باكي أندرسون الإنجليزية والإسبانية والفرنسية.

## وصلات خارجية
- باكي أندرسون على موقع IMDb (الإنجليزية)

- السيرة الرسمية في موقع سي إن إن